# ASN Bank Mediaprijs/Zilveren Zebra
De ASN Bank Mediaprijs/Zilveren Zebra is een Nederlandse mediaprijs die van 1988 tot en met 2008 werd uitgereikt voor professionele mediaproducties die kritisch en genuanceerd berichtten over de multiculturele samenleving.
De mediaprijs was een initiatief van de ASN Bank en Art.1, een landelijke vereniging ter voorkoming en bestrijding van discriminatie. De prijs kende verschillende namen waaronder ADO Mediaprijs naar het toenmalige Anti Discriminatie Overleg (ADO), een van de voorlopers van Art.1.

## Winnaars
- 1988 (ADO Mediaprijs): Sita Kallasingh en Alma Popeyus (filmportret 'Sita in de Noordzee')
- 1989 (ADO Mediaprijs): Mustapha Oukbih en Elma Verhey (bijlage 'De Hollandse droom' in Vrij Nederland)
- 1990 (ADO Mediaprijs) 
  - Categorie 'Radio': Fatima Jebli Ouazzani en Kees van Vlaanderen (documentaire 'Als uitersten elkaar raken')
  - Categorie 'Audiovisuele media': Seref Acer (film 'Een schaap uit Karaman en een portret van Charlie')
- 1991 (ADO Mediaprijs): Rita van Veen (artikelen in Trouw)
- 1992 (ADO Mediaprijs): Eveline van Dijck (jeugddocumentaire 'Tussen Fes en Veghel')
- 1993 (ADO Mediaprijs): Rinke van den Brink (oeuvre Vrij Nederland)
- 1994 (ADO Mediaprijs)
  - Categorie 'Radio': Frank Jennekens (documentaire 'Kinderen die niet bestaan')
  - Categorie 'TV': Cees Grimbergen (aflevering Vesuvius)
- 1995 (ADO Mediaprijs): Kees Beekmans (serie artikelen NRC Handelsblad)
- 1996 (ASN-ADO Mediaprijs)
  - Categorie 'TV non-fictie': Barbara den Uyl (documentaire 'Met een zoen van de leraar')
  - Categorie 'TV fictie': Hans de Wolf en Ron Termaat (televisiespel 'Chopsticks')
  - Categorie 'Radio': Annemiek Schrijver (reportage 'Vrouwenvluchtheuvel')
- 1997 (ASN-ADO Mediaprijs)
  - Categorie 'Schrijvende pers': Kader Abdolah (columns Volkskrant)
  - Categorie 'Persfotografie': Jan Banning (foto's Trouw)
- 1998 (ASN-ADO Mediaprijs)
  - Categorie 'TV non-fictie': Johan van der Keuken (documentaire 'Amsterdam, Golabal Village')
  - Categorie 'TV fictie': Ben Sombogaart ('De jongen die niet meer praatte')
  - Categorie 'Radio': Gertie Schouten (radioprogramma 'Punch')
- 1999 (ASN-ADO Mediaprijs): Ruben Gowricharn (essays in Contrast)
- 2000 (Zilveren Zebra/ASN Mediaprijs): Frank Vellinga (documentaire 'Angst voor de liefde')
- 2001 (Zilveren Zebra/ASN Mediaprijs): Mohammed Benzakour (oeuvre Vrij Nederland, Groene Amsterdammer en NRC Handelsblad)
- 2002 (Zilveren Zebra/ASN Mediaprijs): Jorrit Brenninkmeijer (radiodocumentaire 'Ik ben er wel, ik ben er niet')
- 2003 (Zilveren Zebra/ASN Mediaprijs): Sarah Vos (VPRO-documentaire 'Welkom in Holland')
- 2004 (ASN Bank Mediaprijs/Zilveren Zebra): Kustaw Bessems (oeuvre Trouw)
- 2005 (ASN Bank Mediaprijs/Zilveren Zebra): Maartje Nevejan (BNN-serie 'Couscous & Cola')
- 2006 (ASN Bank Mediaprijs/Zilveren Zebra): Kees Beekmans (verhalenbundel 'De jeugd van tegenwoordig')
- 2007 Geen uitreiking
- 2008 (ASN Bank Mediaprijs/Zilveren Zebra)
  - Categorie 'Radio, tv en nieuwe media': Maria Mok en Meral Uslu (NCRV-documentaire 'Kruispost')
  - Categorie 'Gedrukte media': Robert van de Griend (artikel 'De Illegalencarrousel' voor Vrij Nederland)